# Liste der brasilianischen Botschafter in Nicaragua
Die brasilianische Botschaft in Nicaragua befindet sich bei km 7,7 der Carretera Panamericana in Managua.
| Ernannt       | Name                                 | Bemerkungen | ernannt während der Regierung von    | akkreditiert während der Regierung von | Posten verlassen |
| ------------- | ------------------------------------ | --- | ------------------------------------ | -------------------------------------- | ---------------- |
| 5. Aug. 1950  | Affonso Barbosa de Almeida Portugal  | 1931 Gesandtschaftssekretär in Brüssel, 26. April 1946: a.o.Gesandter in Quito, 7. Nov. 1959 – 23. Juli 1961 Botschafter in Canberra | Eurico Gaspar Dutra                  | Anastasio Somoza García                | 1. Juni 1954     |
| 1954          | Arthur Pimenta Valente               | Geschäftsträger | João Café Filho                      | Anastasio Somoza García                |                  |
| 1954          | Daniel Joseph Corbett Junior         | Geschäftsträger | João Café Filho                      | Anastasio Somoza García                |                  |
| 26. Sep. 1954 | Ruy Pinheiro Guimarães               | | João Café Filho                      | Anastasio Somoza García                | 21. Jan. 1960    |
| 1960          | Felix Baptiste de Faria              | Geschäftsträger | Juscelino Kubitschek                 | Luis Somoza Debayle                    | 1962             |
| 30. März 1952 | Theodemiro Tostes                    | (* 10. Februar 1903 in Taquari, Estado do Rio Grande do Sul; † 1986) Poet und Journalist | Getúlio Vargas                       | Anastasio Somoza García                | 14. Sep. 1960    |
| 1963          | Orlando Pimentel de Bittencourt Leal | Geschäftsträger 1951: Konsul in Gambia | João Goulart                         | René Schick Gutiérrez                  | 1964             |
| 17. Aug. 1964 | Hygas Chagas Pereira                 | (* 18. November 1906 in Porto Alegre) | João Goulart                         | René Schick Gutiérrez                  | 27. Apr. 1967    |
| 1967          | Romeo Zero                           | Geschäftsträger | Artur da Costa e Silva               | Anastasio Somoza Debayle               |                  |
| 11. Sep. 1967 | Vicente Paulo Gatti                  | (* 12. September 1912 in Castellammare di Stabia) Sohn von Adele Define Gatti und Giacinto. 17. Jan. 1965 – 9. Juli 1967: Botschafter in Helsinki | Artur da Costa e Silva               | Anastasio Somoza Debayle               | 2. Jan. 1969     |
| 1969          | Fernando Silva Alves                 | Geschäftsträger 1995: Botschafter in Amman | Emílio Garrastazu Médici             | Anastasio Somoza Debayle               |                  |
| 17. März 1969 | Milton Faria                         | | Emílio Garrastazu Médici             | Anastasio Somoza Debayle               | 27. Dez. 1975    |
| 1974          | Luiz Fernando do Coutto Nazareth     | Geschäftsträger | Ernesto Geisel                       | Anastasio Somoza Debayle               |                  |
| 28. Dez. 1975 | Flávio Mendes de Oliveira Castro     | Geschäftsträger | Ernesto Geisel                       | Anastasio Somoza Debayle               | 9. März 1976     |
| 10. März 1976 | Milton Faria                         | | Ernesto Geisel                       | Anastasio Somoza Debayle               | 14. Dez. 1976    |
| 15. Dez. 1976 | Marcelo Roberto Soares Novaes        | Geschäftsträger | Ernesto Geisel                       | Anastasio Somoza Debayle               | 2. Feb. 1977     |
| 3. Feb. 1977  | Milton Faria                         | | Ernesto Geisel                       | Anastasio Somoza Debayle               | 1. März 1977     |
| 1. März 1977  | Marcelo Roberto Soares Novaes        | Geschäftsträger | Ernesto Geisel                       | Anastasio Somoza Debayle               | 22. Mai 1977     |
| 23. Mai 1977  | Ouintino Symphoroso Deseta           | | Ernesto Geisel                       | Anastasio Somoza Debayle               | 31. Dez. 1977    |
| 30. Juli 1979 | Luiz Fernando do Coutto Nazareth     | Geschäftsträger | João Baptista de Oliveira Figueiredo | Francisco Urcuyo Maliaños              | 1983             |
| 1983          | Luiz Fernando do Coutto Nazareth     | (* 16. Mai 1934 in Rio de Janeiro; † 2. Mai 2012 in Managua) Sohn von Ana Adelaide do Coutto und Oscar Carneiro Nazareth, 1974: Geschäftsträger in Montevideo, Am 7. Januar 1986 zum Botschafter in Maputo Mosambik ernannt.                          | João Baptista de Oliveira Figueiredo | Francisco Urcuyo Maliaños              | 1985             |
| 1986          | Milton Rondó Filho                   | Geschäftsträger (* 1960) | José Sarney                          | Daniel Ortega Saavedra                 | 16. Aug. 1991    |
| 16. Aug. 1991 | Genaro Mucciolo                      | (* 13. Juni 1937; † 10. August 1995 Chichontepec) Sohn von Antonia Santo Mucciolo und Paschoal Mucciolo 1967 Geschäftsträger in Kairo, 1987 Geschäftsträger in Quito, 1989–1990 Geschäftsträger in Brüssel, starb mit seiner Frau in einer Boeing 737 | Fernando Collor de Mello             | Violeta Barrios de Chamorro            | 10. Aug. 1995    |
| 24. Jan. 1996 | João Gualberto Marques Porto Jr.     | Ab 13. März 2003 Botschafter in der República de Cingapura | Fernando Henrique Cardoso            | Violeta Barrios de Chamorro            | 26. Jan. 1999    |
| 26. Jan. 1999 | Ricardo Drummond de Mello            | [ 5 ] | Fernando Henrique Cardoso            | Arnoldo Alemán                         |                  |
| 28. Dez. 2004 | Vitória Alice Cleaver                | Mesagem Senado Federal, 199 de 2004 vom 21/12/2004 | Luiz Inácio Lula da Silva            | Enrique Bolaños Geyer                  | 18. Juli 2008    |
| 18. Juli 2008 | Flávio Helmold Macieira              | Flávio Helmold Macieira ist mit der embaixatriz do Brasil na Nicarágua, cafeicultora e jornalista Josiane Cotrim Macieira verheiratet, | Luiz Inácio Lula da Silva            | Daniel Ortega Saavedra                 | 20. Sep. 2012    |
| 17. Mai 2012  | Luiz Felipe Mendonça                 | [ 7 ] | Dilma Rousseff                       | Daniel Ortega Saavedra                 | 7. März 2017     |
| 14. März 2017 | Luís Cláudio Villafañe Gomes Santos  | [ 8 ] | Michel Temer                         |                                        | 31. Dez. 2020    |
| 1. Jan. 2022  | Breno de Souza Brasil Dias da Costa  | Die Wahl fand bereits 2021 statt. Aufgrund politischer Differenzen konnte der Posten erst im Folgejahr bezogen werden. | Jair Bolsonaro                       |                                        |                  |